# I Cover the Waterfront
I Cover The Waterfront ist ein Popsong von John W. Green mit einem Text von Edward Heyman aus dem Jahr 1933.

## Der Song
I Cover The Waterfront war inspiriert durch die gleichnamige Novelle von Max Miller (1932). In dem Lied sehnt eine Frau bei Anblick des nächtlichen Hafens in Kapstadt und der See ihren Liebhaber herbei, entsprechend dem Thema des Buchs, in dem ein Enthüllungsjournalist der Tochter eines Schmugglers nachstellt.
Das Stück weist eine Dur-Charakteristik auf und ist in der Liedform A-A'-B-A' verfasst. Jeder der A-Teile beginnt mit der Phrase „I Cover the Waterfront“. Der B-Teil fungiert als Call and Response.

## Wirkungsgeschichte
Die Version von Joe Haymes gelangte zuerst in die Hitparade, eine Woche später folgte Eddy Duchin and His Orchestra, die bis auf Platz 3 gelangte. Der Song wurde über den Rundfunk so beliebt, dass er nachträglich in den gleichnamigen Film von James Cruz (1933, mit Claudette Colbert und Ben Lyon) eingefügt wurde, der sich ebenfalls an der Novelle orientierte. Im gleichen Jahr interpretierten Louis Armstrong und Johnny Green selbst den Song.
Das Stück wurde rasch ein Jazzstandard. Die wohl berühmteste Interpretation stammt von Billie Holiday (1941 mit Teddy Wilson), die den Song auch später mehrfach aufnahm. Weitere Versionen existieren von Lester Young (mit Buddy Rich und Nat King Cole, 1946), Art Tatum (1949), Count Basie, Benny Carter, Paul Chambers, Curtis Fuller, Benny Goodman, Coleman Hawkins, Jazz At The Philharmonic, Bud Powell, Frank Sinatra (1957), Sarah Vaughan, Erroll Garner, Mary Coughlan, Joe Zawinul, John Lee Hooker, Ruby Braff, Tony Bennett, Kay Starr, Artie Shaw, Sonny Clark, Joe Turner und Hank Jones. Neuere Aufnahmen gibt es von Adam Makowicz, Wynton Marsalis, Jacqui Naylor, Connie Evingson und Annie Lennox.
Der Song taucht in einer Interpretation von Connie Boswell in dem Videospiel BioShock 2 auf.